# Енвілл (Теннессі)
Енвілл (англ. Enville) — місто (англ. town) в США, в округах Честер і МакНері штату Теннессі. Населення — 188 осіб (2020).

## Географія
Енвілл розташований за координатами 35°23′32″ пн. ш. 88°25′59″ зх. д. / 35.39222° пн. ш. 88.43306° зх. д. (35.392329, -88.433030).  За даними Бюро перепису населення США в 2010 році місто мало площу 3,77 км², уся площа — суходіл.

## Демографія
Згідно з переписом 2010 року, у місті мешкало 189 осіб у 87 домогосподарствах у складі 59 родин. Густота населення становила 50 осіб/км².  Було 108 помешкань (29/км²).
Расовий склад населення:
| - 94,2 % — білих - 2,6 % — чорних або афроамериканців - 0,5 % — корінних американців |

До двох чи більше рас належало 2,6 %. Частка іспаномовних становила 0,0 % від усіх жителів.
За віковим діапазоном населення розподілялося таким чином: 18,0 % — особи молодші 18 років, 54,0 % — особи у віці 18—64 років, 28,0 % — особи у віці 65 років та старші. Медіана віку мешканця становила 49,7 року. На 100 осіб жіночої статі у місті припадало 92,9 чоловіків;  на 100 жінок у віці від 18 років та старших — 89,0 чоловіків також старших 18 років.
Середній дохід на одне домашнє господарство  становив 53 592 долари США (медіана — 37 500), а середній дохід на одну сім'ю — 60 680 доларів (медіана — 46 250). Медіана доходів становила 31 094 долари для чоловіків та 37 500 доларів для жінок. За межею бідності перебувало 15,0 % осіб, у тому числі 55,2 % дітей у віці до 18 років та 10,5 % осіб у віці 65 років та старших.
Цивільне працевлаштоване населення становило 76 осіб. Основні галузі зайнятості: освіта, охорона здоров'я та соціальна допомога — 21,1 %, транспорт — 15,8 %, виробництво — 14,5 %.